# Blarina
Blarina là một chi động vật có vú trong họ Chuột chù, bộ Soricomorpha. Chi này được Gray miêu tả năm 1837. Loài điển hình của chi này là Corsira (Blarina) talpoides Gray, 1838 (= Sorex talpoides Gapper, 1830 = Sorex brevicaudus Say, 1823).

## Các loài
Chi này gồm các loài:
- Blarina brevicauda (Say, 1823)
  - Blarina brevicauda aloga
  - Blarina brevicauda angusta
  - Blarina brevicauda brevicauda
  - Blarina brevicauda churchi
  - Blarina brevicauda compacta
  - Blarina brevicauda hooperi
  - Blarina brevicauda kirtlandi
  - Blarina brevicauda manitobensis
  - Blarina brevicauda pallida
  - Blarina brevicauda talpoides
  - Blarina brevicauda telmalestes
- Blarina carolinensis (Bachman, 1837)
- Blarina hylophaga (Elliot, 1899)
- Blarina peninsulae (Merriam, 1895)

## Hình ảnh

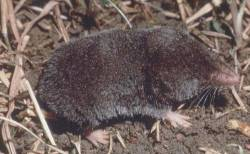